# Zamek Hohenschwangau
Zamek Hohenschwangau (niem. Schloss Hohenschwangau) – zamek położony na terenie gminy Schwangau (w dzielnicy Hohenschwangau), niedaleko Füssen w południowej Bawarii. Został wzniesiony przez króla Maksymiliana II Bawarskiego.

## Historia
Zamek Hohenschwangau został zbudowany na ruinach XII-wiecznej twierdzy – Schwanstein. W roku 1829 książę Maksymilian (później król Maksymilian II Bawarski) zdecydował się na budowę rezydencji właśnie w tym miejscu, ze względu na bardzo atrakcyjne położenie oraz wspaniałe widoki. Ziemię nabył w 1832, a rok później rozpoczęto pierwsze prace. Budowa trwała do 1837, głównym architektem był Domenico Quaglio Młodszy, któremu zamek zawdzięcza neogotycki wygląd.
Zamek był letnią rezydencją króla Maksymiliana, jego żony Marii Fryderyki Pruskiej oraz dwóch jego synów – Ludwika (później Ludwik II) i Ottona (później Otto I), w której spędzali wiele czasu.
Po śmierci króla Maksymiliana II (1864) Ludwik zamieszkiwał w zamku wraz z matką, aż do ukończenia budowy jego nowej, położonej niedaleko rezydencji – Neuschwanstein w 1869 r. Maria Fryderyka Pruska mieszkała w zamku, aż do swojej śmierci w 1889. Później zamieszkał tu szwagier Marii – książę-regent Luitpold Bawarski. Dzięki Luitpoldowi dokonano elektryfikacji zamku w 1905 r. Po jego śmierci w 1912 otwarte zostało muzeum, które jest czynne do dziś.
Podczas pierwszej i II wojny światowej budynek nie odniósł żadnych szkód. W latach 1933–1939 zamek pełnił funkcję letniej rezydencji księcia Rupperta Bawarskiego oraz jego rodziny.

## Obecnie
Zamek rocznie jest odwiedzany przez około 300 tysięcy turystów z całego świata. Zamek jest otwarty przez cały rok (z wyjątkiem świąt Bożego Narodzenia). Istnieje możliwość wynajęcia przewodnika, który oprowadza zwiedzających po zamku i odtwarza komentarze w języku polskim.

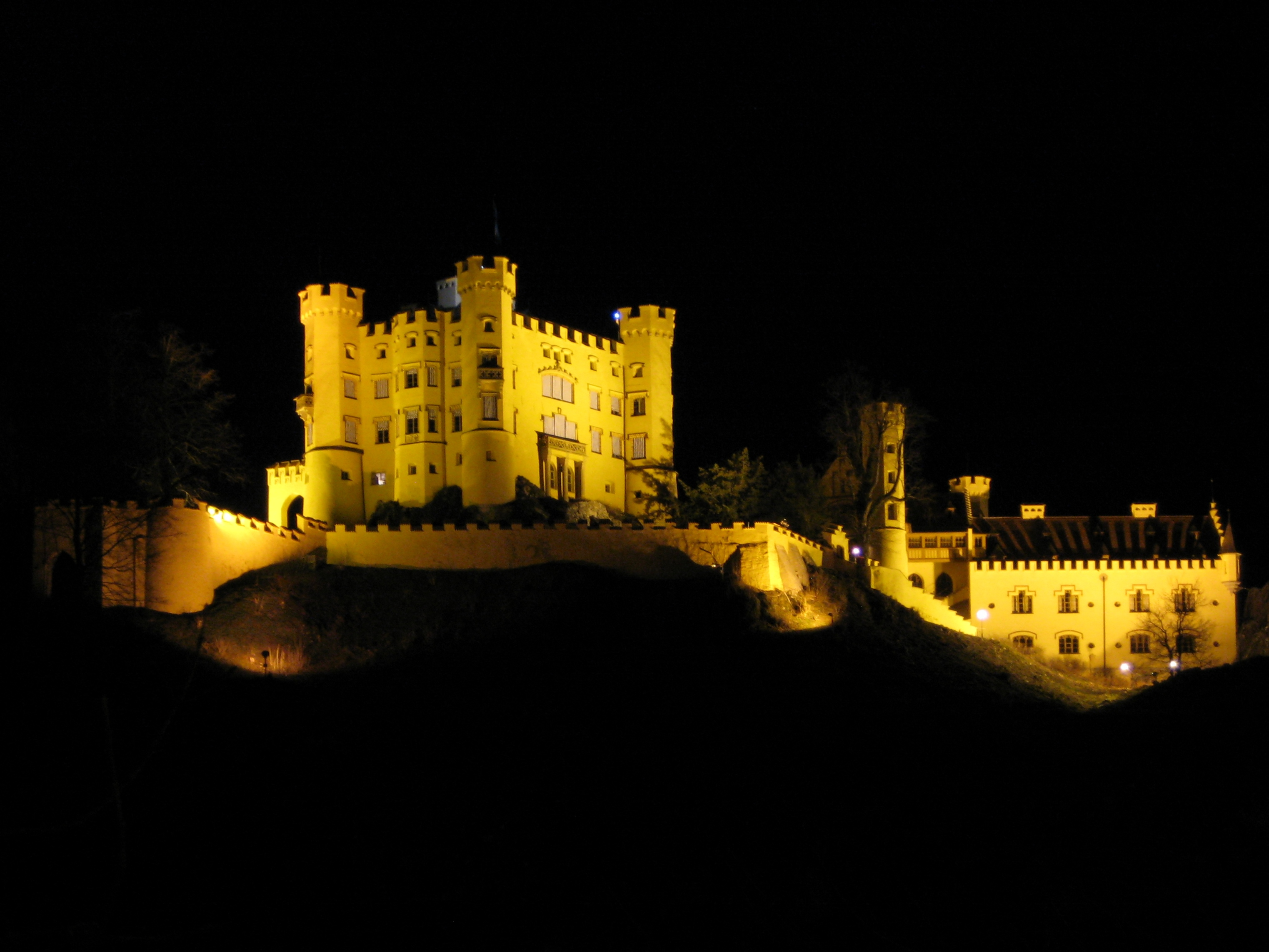
Zamek nocą
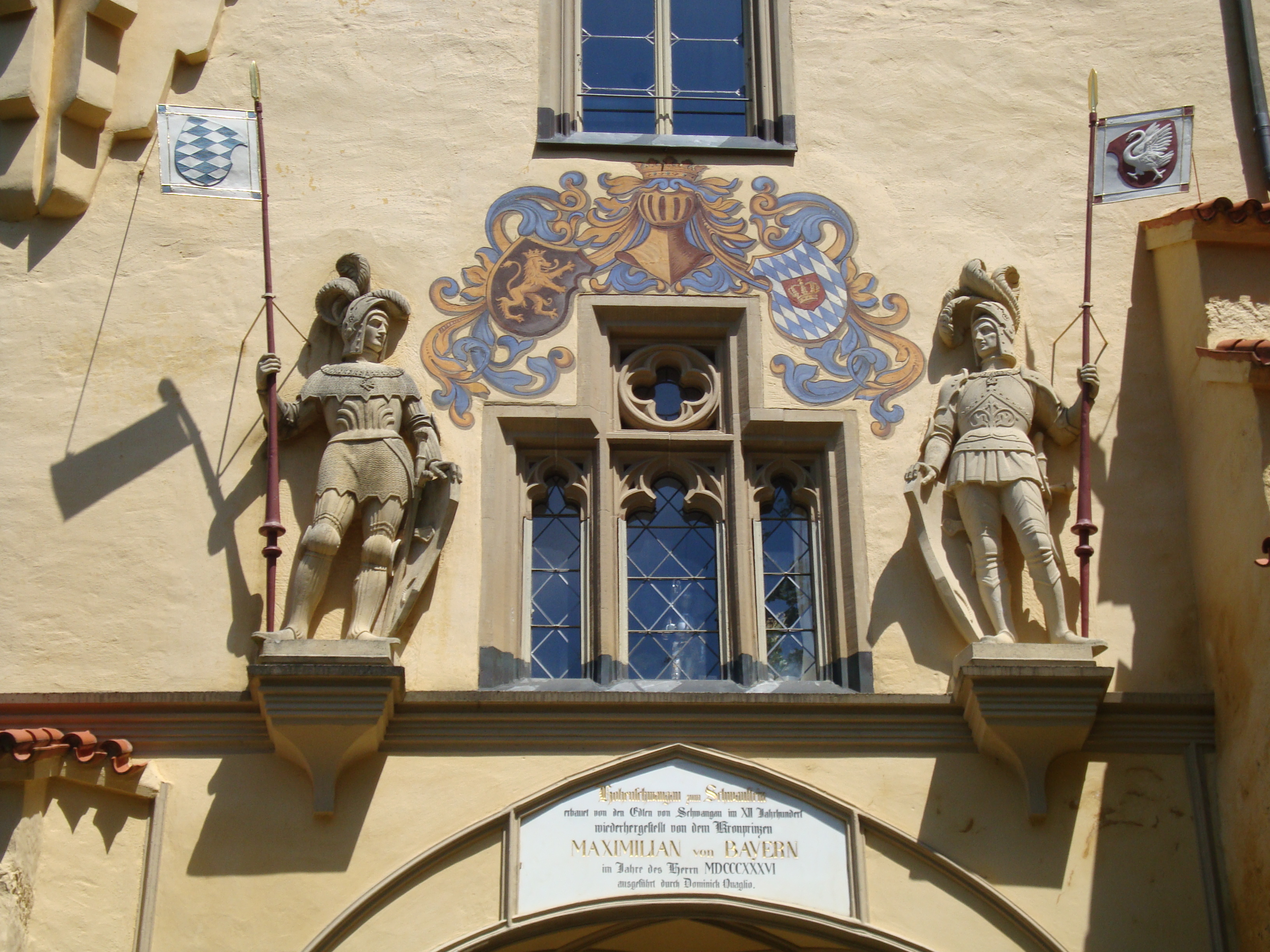
Tarcze z herbami palatynatu, Wittelsbachów